# Santa María Ecatepec
Santa María Ecatepec är en kommun i Mexiko.   Den ligger i delstaten Oaxaca, i den sydöstra delen av landet, 500 km sydost om huvudstaden Mexico City.
Följande samhällen finns i Santa María Ecatepec:
- Santa María Zapotitlán
- Santo Tomás Teipan
- San Pedro Sosoltepec